# Ramla
Ramla (Ramleh, Ramle) (Hebraisk: רמלה) er en by i Israel med en blandet befolkning af jøder og arabere ca. 20 km. sydøst for Tel Aviv og syd for Lod.
Byen blev grundlagt i år 716. På grund af byens historie findes der både moskeer, synagoger, kirker og et kloster i byen.
Ramla har ca. 64.000 indbyggere og af dem er ca. 10.000 arabere.